# Actinella robusta
Actinella robusta е вид коремоного от семейство Hygromiidae.

## Разпространение
Видът е разпространен в Португалия (Мадейра).